# پردانه‌ای (سرده)
پُردانه‌ای، دانه گلابی (نام علمی: Polycarpaea) نام یک سرده از تیره میخکیان است.